# Corrado II Trinci
Corrado II Trinci (... – 1386) è stato un nobile italiano, signore di Foligno.

## Biografia
Era il figlio di Ugolino II Trinci e Vittoria Montemarte. Nel dicembre 1377 divenne signore di Foligno quando avvenne la rivolta popolare contro i governanti ghibellini che avevano ucciso il fratello Trincia Trinci alcuni mesi prima. Suo figlio Ugolino gli succedette dopo la morte avvenuta nel 1386.